# Berylliumnitrat
Berylliumnitrat, også kendt som berylliumdinitrat, er en ionisk beryllium-salt af salpetersyre med den kemiske formel Be(NO3)2. Hver formelenhed består af en Be2+-kation og to NO3−-anioner.

## Fodnoter
1. ↑  "Beryllium Nitrate (ICSC)". IPCS INCHEM. Hentet 13. september 2010.

| Kemi | Spire Denne artikel om kemi er en spire som bør udbygges. Du er velkommen til at hjælpe Wikipedia ved at udvide den. |